# David Talbot (Journalist)

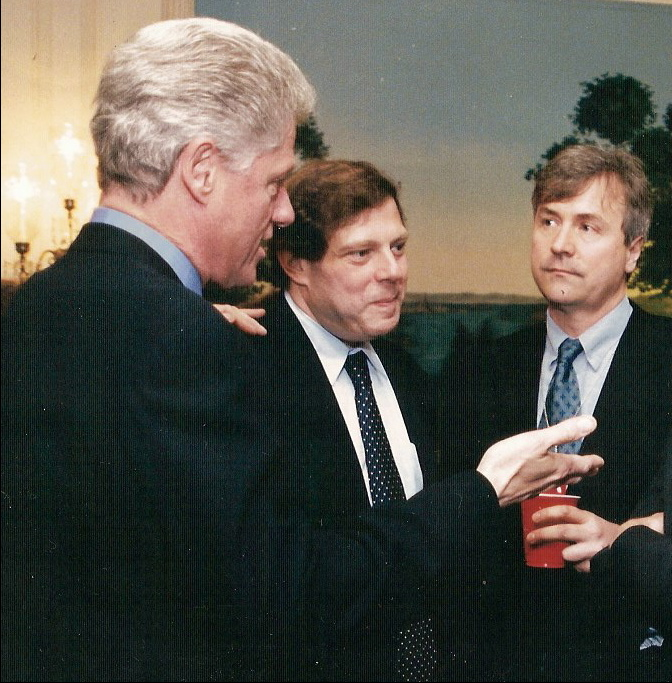
David Talbot (rechts) mit Bill Clinton (1998)

David Talbot (* 22. September 1951 in Los Angeles) ist ein in San Francisco tätiger amerikanischer Journalist.
David Talbot wurde als Sohn des Schauspielers Lyle Talbot geboren. Nach Arbeit in bekannten Zeitungen wie The New Yorker, Interview, Playboy oder San Francisco Examiner entschloss er sich 1995 zur Gründung von Salon.com, einem Online-Magazin. Er fungierte als Herausgeber und Chefredakteur von 1995 bis Februar 2005 und heute als Vorsitzender des Aufsichtsrats.

## Bücher
- Brothers. The Hidden History of the Kennedy Years. Simon & Schuster, 2007
- Devil Dog. The Amazing True Story of the Man Who Saved America. Simon & Schuster, 2010 (über Smedley D. Butler)
- Season of the Witch. 2012
- The Devil's Chessboard. Allen Dulles, the CIA, and the Rise of America's Secret Government. HarperCollins 2016 ISBN 0-00-815968-8
  - deutsch: Das Schachbrett des Teufels. Die CIA, Allen Dulles und der Aufstieg Amerikas heimlicher Regierung. Übers. Andreas Simon dos Santos. Westend, Frankfurt 2016 ISBN 978-3-86489-149-6